# Frederick Schram
Pour les articles homonymes, voir Schram.
Ne doit pas être confondu avec Frederick Schramm.
Frederick Robert Schram est un paléontologue et un carcinologiste américain, né le 11 août 1943 à Chicago.

## Biographie
Il obtient son doctorat à l’université de Chicago en 1968. Il est l’auteur de plus de 200 publications sur la taxinomie et la biologie des crustacés dont l’ouvrage de référence Crustacea  (ISBN 0-19-503742-1). En 1983, il fonde le journal Crustacean Issues qu’il dirige durant plus de vingt ans. Il passe l’essentiel de sa carrière à l’université d'Amsterdam aux Pays-Bas et prend sa retraite en 2005.

## Sources
- (en) Cet article est partiellement ou en totalité issu de l’article de Wikipédia en anglais intitulé « Frederick Schram » (voir la liste des auteurs).